# شوشمی

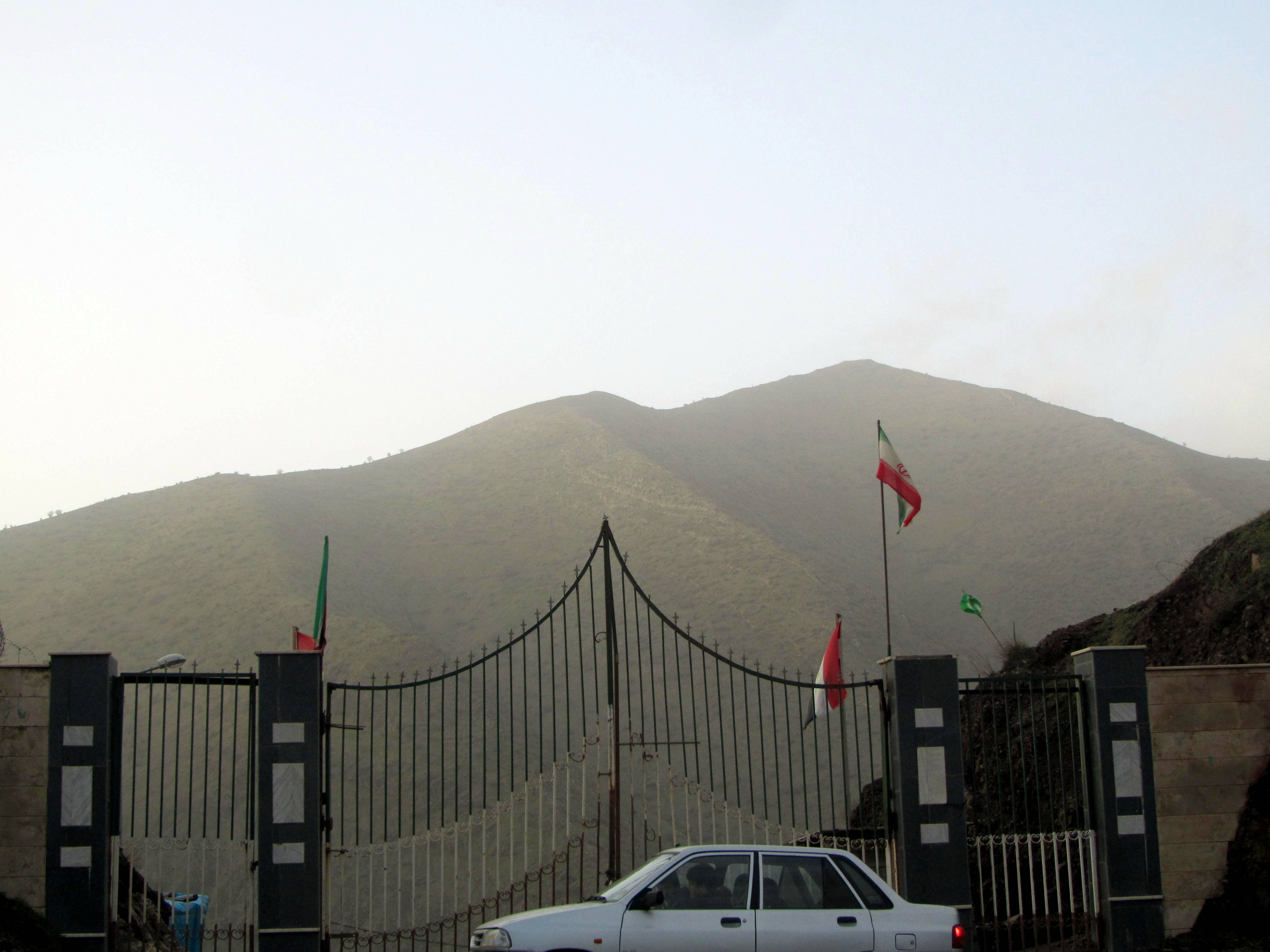
مرز شوشمی بین ایران و عراق .. این مرز حد فاصل بین شهرستان پاوه و استان حلبچه است.

شوشمی نام یکی از روستاهای منطقه هورامان لهون است که اکنون خالی از سکنه بوده و فقط مردم جهت امورات کشاورزی و دامپروری به روستا تردد می نمایند در ضمن مرز رسمی تجارت ایران و عراق در منطقه است که در استان کرمانشاه، در نزدیکی شهر پاوه و منطقه نوسود قرار دارد. (احمد سان)
در منطقه شوشمی یک بازارچه مرزی فعال است.  اهالی روستا بیشتر در شهر نوسود و پاوه سکونت دارند. از مهمترین محصولات آن انار و گردو و توت است. شوشمی منطقه ی زیبا که در فصول بهار و پاییز بازدیدکنندگان زیادی دارد.